# وانگ هونگژانگ
وانگ هونگژانگ (به چینی: 王洪章) (زاده ۱۹۵۴) بانکدار و مدیر اجرایی چینی است، که در حال حاضر به‌عنوان رییس هیئت مدیره بانک سازندگی چین فعالیت می‌کند.